# Spilochroa ornata
Spilochroa ornata är en tvåvingeart som först beskrevs av Johnson 1895.  Spilochroa ornata ingår i släktet Spilochroa och familjen myllflugor. Inga underarter finns listade i Catalogue of Life.